# フルート四重奏曲 (モーツァルト)
フルート四重奏曲は、ヴォルフガング・アマデウス・モーツァルトが1777年から1786年にかけて作曲した室内楽曲である。フルート、ヴァイオリン、ヴィオラ、チェロの4つの楽器編成であり、弦楽四重奏曲における第一ヴァイオリンをフルートが担当していると考えればよい。第1番から第4番まで全4曲あり、特に第1番が広く知られている。

## 概要
1777年9月、21歳のモーツァルトは職探しの目的でパリへの旅行に行った。その途次、長期間滞在したマンハイムには、当時のヨーロッパで有数の宮廷オーケストラがあった（マンハイム楽派参照）。モーツァルトはこのオーケストラへの就職を希望したが、成功するには至らなかった。しかしモーツァルトは、このオーケストラの名フルート奏者ヨハン・バプティスト・ヴェンドリング（Johann Baptist Wendling）という人物と親交を結び、ヴェンドリングは、ボン出身でオランダ東インド会社に勤務した裕福な医師（理髪外科医）フェルディナント・ドゥジャン（ド・ジャンとも、Ferdinand Nikolaus Dionisius Dejean）をモーツァルトに紹介する。音楽愛好家で、自身もフルートを吹くというドゥジャンは、モーツァルトに200フローリンで「小さくて軽く短い協奏曲を3曲と四重奏曲を何曲か、フルートのために作って」くれるように注文した。少しの収入が欲しかったモーツァルトはこれに応じ、結局出来上がったのはフルート協奏曲第1番、第2番（後者は旧作のオーボエ協奏曲の編曲）と3曲のフルート四重奏曲であった。しかし約束が違うというわけで、報酬は当初の話の半分以下の96フローリンにされてしまった。
実はモーツァルトはフルート（の音色）が嫌いで、1778年2月14日付の父宛ての手紙の中で「我慢できない楽器のための作曲をずっと続けなければならないと、お分かりのように、僕はうんざりしてしまうんです。」と書いている。真相はわからないが、当時のフルートはまだベームによる改良以前で音程が不安定だったため、あるいはアロイジア・ウェーバー（Aloysia Weber、後に妻となるコンスタンツェの姉で、作曲家ウェーバーの従姉）への恋の悩みのために予定した量の作曲が出来なかったことの言い訳だったとする説もある。
なお、これより後の1786年ごろにもう一曲作曲しており、現在では4番と呼ばれている。

## 第1番 ニ長調 K. 285
ドゥジャンのための3曲の四重奏曲の最初のもので、1777年12月25日に完成された。4曲中最も有名な作品である。
- 第1楽章 アレグロ
ニ長調、4分の4拍子、ソナタ形式。
フルートが輝かしく縦横無尽に活躍する。

- 第2楽章 アダージョ
ロ短調、4分の3拍子、三部形式。
弦のピッツィカートの上にフルートの情緒纏綿たる悲歌が流れる。そのまま次の楽章に移行する。

- 第3楽章 ロンドー
ニ長調、4分の2拍子、ロンド形式。
精力的な楽想が連続する楽章である。

## 第2番 ト長調 K. 285a
ドゥジャンのための3曲の四重奏曲の1つと考えられるもので、1778年1月か2月にマンハイムで作曲されたものと考えられている。しかし自筆稿が現存せず、モーツァルトの死後まもない1792年に出版された初版は、なぜか第1番 K. 285の第1楽章の後にこの2つの楽章をつけて3楽章形式とされているなど、妙なことも起きていた。また一部の学者たちの間では、この曲の成立や真偽について疑問が持たれている。
- 第1楽章 アンダンテ
ト長調、4分の3拍子、ソナタ形式。
ゆったりとした歩みのうちに、フルートと弦楽の美しい対話が繰り返される。

- 第2楽章 テンポ・ディ・メヌエット
ト長調、8分の3拍子、三部形式。
典雅なギャラント様式の舞曲風な楽章である。

## 第3番 ハ長調 K. Anh. 171 (285b)
ドゥジャンのための3曲の四重奏曲の1つと考えられているが、それよりずっと後の1782年頃にウィーンで作られたという説もある。というのは、この作品の第1楽章のスケッチの一部がオペラ『後宮からの逃走』のスケッチに含まれていたことや、第2楽章がセレナード『グラン・パルティータ』K. 361 (370a) の第6楽章と同じ音楽であること、という2つの間接的な証拠があるからである。しかし、いずれも真相は不明である。
- 第1楽章 アレグロ
ハ長調、4分の3拍子、ソナタ形式。
生き生きとした規模の大きな楽章。

- 第2楽章 アンダンティーノ
ハ長調、4分の2拍子、変奏曲形式。
主題と6つの変奏からなる楽章である。

## 第4番 イ長調 K. 298
従来の説では1778年にパリで作曲とされてきたが、現在では1786年の秋から翌年の初め頃にウィーンで作曲されたという説が決定的になっている。というのは、この曲の全ての楽章の主題が当時の流行していた歌からできており、第3楽章が1786年にウィーンでヒットしたパイジエッロのオペラ『勇敢な競演』のアリアの主題を拝借しているからである。1786年といえば、オペラ『フィガロの結婚』や『プラハ』交響曲が生み出された時期で、音楽の彫りが深くなり、表現にいっそう幅が増した時期であったが、この四重奏曲はむしろ気楽で快適な気分に満ちている。各楽章の主題が当時親しまれていた旋律によっていることも、そんな性格をいっそう強めている。
- 第1楽章 アンダンテ
イ長調、4分の2拍子、変奏曲形式。
フランツ・アントン・ホフマイスターの歌曲「自然に寄す」の主題による変奏曲で、フルートによる主題の後に4つの変奏が続き、主旋律を担う声部は次第に低弦へと移って行く。

- 第2楽章 メヌエット
ニ長調、4分の3拍子、三部形式。
主題はフランスの古い民謡「バスティエンの長靴」である。生き生きとしたリズムの主部と、フルートの軽やかな舞いによる中間部のトリオからなる。後者の旋律は、フランスの昔のロンドによっている。

- 第3楽章 ロンドー：アレグレット・グラツィオーソ
イ長調、4分の2拍子、ロンド形式。
明るく、壮麗なフィナーレであるが、冗談でロンドーを“Rondieaoux”とふざけて表記している上に、アレグレット・グラツィオーソと指示した速度指定のあとに、「あまり速すぎず、あまり遅すぎず、そうそう、愛想良く、上品に、表情豊かに (ma non troppo presto, però non troppo adagio. Così-così - Con molto garbo ed espressione) 」といたずらめいた指定が書き込まれている。こうした例はホルン協奏曲にもあり、モーツァルトが親しい知人たちのための作品に書き込む冗談で、これは友情の産物であることを暗示している。